# August Ames
August Ames, född Mercedes Grabowski 23 augusti 1994, död 5 december 2017, var en kanadensisk pornografisk skådespelerska. Hon medverkade i mer än 100 filmer, inklusive en icke-pornografisk film 2016, och nominerades till flera AVN Awards. År 2017, vid 23 års ålder, dog Ames av självmord efter en motreaktion på sociala medier på en tweet som hon postat.

## Biografi

### Tidiga år
Ames föddes som Mercedes Grabowski i Antigonish, Nova Scotia, den 23 augusti 1994. Hon växte upp i Petawawa, Ontario, och bodde senare i Colorado Springs, Colorado. Båda hennes föräldrar var i armén och hon tillbringade sina första år som en "military brat", inklusive ett antal år som boende nära den kanadensiska militärbasen Base Petawawa.
Ames påstod att hon som barn rutinmässigt utsattes för sexuella övergrepp av sin farfar, men hennes pappa vägrade att tro henne och vid 12 års ålder skickades hon för att bo i ett gruppboende. Under sina första år som yrkesverksam arbetade hon som barnskötare och hästtränare.

### Karriär
Ames karriär som pornografisk skådespelerska började vid 19 års ålder, i november 2013. Enligt IMDb har hon medverkat i mer än hundra filmer, bland annat produktioner av företag som Brazzers, Elegant Angel, Evil Angel, Girlfriends Films, Jules Jordan Video, New Sensations och Sweetheart Video. Hon nominerades under sin livstid till fyra AVN Awards, inklusive tre nomineringar för Female Performer of the Year.
2016 medverkade hon i den icke-pornografiska filmen Model for Murder: The Centerfold Killer.

### Privatliv
Ames gifte sig med Kevin Moore, en pornografiproducent och regissör för Evil Angel.
Flera veckor före sin död berättade Ames att hon hade en historia av bipolär sjukdom och dissociativ identitetsstörning på grund av en traumatisk barndom, och sa: "Vissa dagar kommer jag att må bra och om jag inte gör något får jag dessa hemska tillbakablickar från min barndom och jag blir väldigt deprimerad och jag kan inte ta mig ur sängen och måste  ställa in mina scener i typ en vecka eller två."

### Död
I december 2017 skulle Ames uppträda i en pornografisk inspelning, men drog sig tillbaka när hon fick reda på att den andra personen var en man som hade dykt upp i gaypornografi. Den 3 december 2017 skrev Ames på Twitter:
| whichever (lady) performer is replacing me tomorrow for @EroticaXNews, you're shooting with a guy who has shot gay porn, just to let cha know. BS is all I can say🤷🏽♀️ Do agents really not care about who they're representing? #ladirect I do my homework for my body🤓✏️🔍 |
| – AugustAmes @AugustAmesxxx |

Tweeten väckte kritik och verbala övergrepp från användare på sociala medier. Jaxton Wheeler, en pansexuell artist, krävde att Ames skulle be om ursäkt eller ta ett cyanidpiller, vilket han senare sa att han ångrade. Ames, som var bisexuell, försvarade sin rätt att utöva sin sexuella autonomi i en efterföljande tweet.
Den 5 december 2017, två dagar efter hennes tweet, hittades Ames död i en park i Camarillo, Kalifornien, vid 23 års ålder. Hennes död bedömdes av Ventura County Medical Examiner's Office som självmord på grund av asfyxi genom hängning. Efter obduktionen visade resultaten från toxikologiska undersökningar att hon hade kokain, marijuana, det antidepressiva läkemedlet Sertralin (Zoloft) och det anxiolytiska alprazolam (Xanax) i kroppen när hon dog. Nära vänner uppgav att nätmobbning ledde till hennes självmord.
Ett undersökande reportage om omständigheterna kring hennes självmord gjordes av journalisten Jon Ronson i Audible-serien The Last Days of August. Reportaget gjordes efter att Ames make Kevin Moore uppmuntrade Ronson och hans producent att undersöka nätmobbningen som han hävdade hade lett till Ames död. I podcasten undersöker Ronson nätmobbningsaspekten av berättelsen men går sedan vidare och tittar närmare på Moores roll i Ames död genom att undersöka hans tidigare relationer och Ames historia av psykisk sjukdom. Ronson drar slutsatsen att ett antal människor kring Ames bidrog till det dåliga mentala tillståndet som ledde till hennes död och gör jämförelser mellan Ames självmord och den unga flickans fiktiva självmord i J. B. Priestleys pjäs An Inspector Calls (1945).
Till följd av Ames död och flera andra vuxna artisters död det året föreslogs flera initiativ inom branschen för att ta itu med frågan. Detta inkluderade The August Project, en jourtelefon skapad av Moore, och Pineapple Support, en ideell organisation som lanserades i april 2018 av den brittiska artisten Leya Tanit.